# 溴酸鍶
溴酸锶，化学式Sr(BrO3)2，是实验室的或工厂中都很少考虑使用的化学品，但在奥利佛·萨克斯出版的《钨丝舅舅》提到过它从饱和水溶液中析出结晶会变热。它对皮肤有刺激性，吸入或摄入它对身体有害。

## 制备
溴酸锶可以由溴酸和碳酸锶反应而成：
{\displaystyle \mathrm {SrCO_{3}+2\ HBrO_{3}\longrightarrow Sr(BrO_{3})_{2}+H_{2}O+CO_{2}\uparrow } }

## 性质

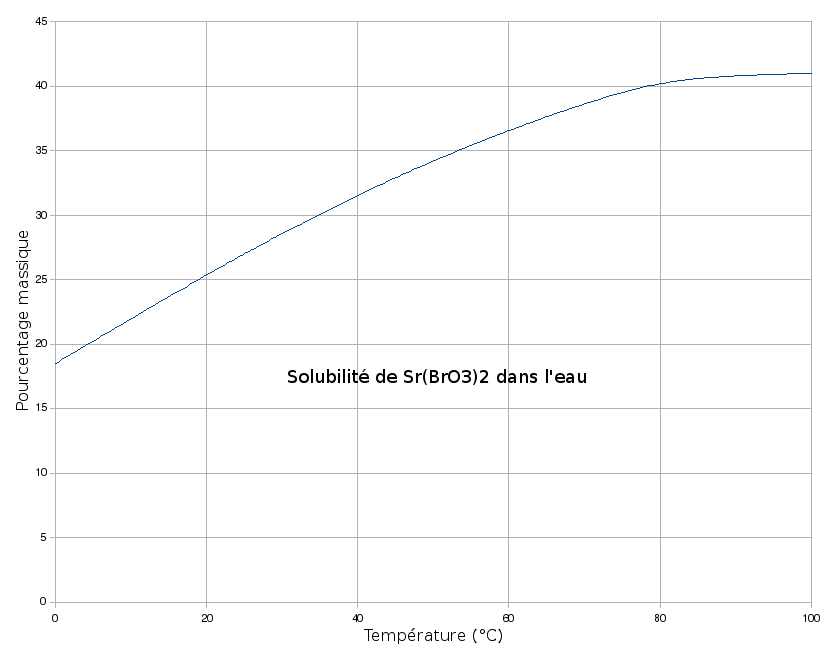
溴酸锶在水中的溶解度

溴酸锶易溶于水。1000 g的水在0 °C下能溶解183.2 g的溴酸锶，在25 °C下为272.5 g，在104 °C下则为410 g。它通常以一水合物Sr(BrO3)2 · H2O的形式存在，一水合物在75.5 °C下失水。
溴酸锶等一水合物呈单斜晶系，空间群I2/c（No. 15），晶格参数 a = 8.8742 Å、b = 7.609 Å、c = 9.3748 Å、β = 91.27°。它的晶体结构和溴酸钡同构。
溴酸锶在240 °C分解成溴化锶和氧气。
{\displaystyle \mathrm {Sr(BrO_{3})_{2}\ {\xrightarrow {\Delta }}\ SrBr_{2}+3\ O_{2}\uparrow } }
溴酸锶和其它溴酸盐一样是氧化剂。